# Bertula centralis
Bertula centralis là một loài bướm đêm trong họ Erebidae.